# Callionymus schaapii
Callionymus schaapii és una espècie de peix de la família dels cal·lionímids i de l'ordre dels perciformes que es troba a l'est de l'oceà Índic i a l'oest del Pacífic central.